# Lentillac-Saint-Blaise
Lentillac-Saint-Blaise é uma comuna francesa na região administrativa de Occitânia, no departamento de Lot. Estende-se por uma área de 5,75 km². Em 2010 a comuna tinha 186 habitantes (densidade: 32,3 hab./km²).